# Šógun

Minamoto no Joritomo, první šógun Kamakurského šógunátu

Šógunové (将軍, šógun) byli vojenští vládci Japonska a představovali v Japonsku výkonnou moc od roku 1192 do roku 1867.  V průběhu doby se ale faktická moc šógunů měnila a někteří byli jen loutkami. Mezi nejslavnější šóguny patřili např. Minamoto no Joritomo nebo Iejasu Tokugawa.
Šógun je zkrácenina titulu Sei-i Taišógun (japonsky 征夷大将軍) čímž je míněn „vojevůdce/generál, který bojuje proti barbarům“. Tento titul je znám již od dob výpadů státu Jamato proti lidu Džómon (Ainu). Oněmi barbary byli míněni právě Ainové.
Administrativa, prostřednictvím které šógun vládl, se nazývala bakufu (幕府) neboli „stanová vláda“. Pojem původně označoval velitelský stan při taženích proti barbarům.

## Název
Úřadování šóguna nebo jeho správa se nazývá „šógunát“ či bakufu (幕府; ばくふ), což japonsky doslovna znamená „úřad ve stanu“ a poukazuje na „vládu vojáků.“ Stan symbolizuje roli armády na válečném poli během boje a zároveň poukazuje na to, že takový úřad je dočasný.
Termín sei-i taišógun znamená „vojevůdce, který bojuje proti východním barbarům.“ „Východní barbaři“ je jeden ze starobylých výrazů pro lid Emiši, který žil ve východních oblastech ostrova Honšú a nebyl ještě podroben centrální vládou. Emiši byli zbytkem kultury Džómon a byli příbuzní domorodým obyvatelům Ainu, kteří dodnes obývají severní ostrov Hokkaidó, ačkoli je Japonci v 19. století téměř úplně zlikvidovali a asimilovali.
Minamoto no Joritomo, první šógun Kamakurského šógunátu, vytvořil značnou moc z aristokracie v Kjótu. Stal se prakticky vládcem Japonska a přijal titul sei-i taišógun. Každý následující vládce šógunátu přijal stejný titul a až do reforem Meidži byl šógun de facto vládcem Japonska.

## Historie

### Období Heian (794–1185)
Původně byl titul sei-i taišógun udělován vojenskému veliteli v raném období Heian během vojenských tažení proti lidu Emiši, který odporoval vládě Císařského dvora, která sídlila v Kjótu. Nejznámější z těchto šógunů byl Sakanoue no Tamuramaro, který zvítězil nad Emiši jménem císaře Kammu. Titul byl v pozdějším období Heian opuštěn, když byli všichni Emiši podrobeni, resp. vytlačeni na Hokkaidó.
V pozdějším období Heian byl jmenován ještě jeden šógun. Minamoto no Jošinaka byl jmenován sei-i taišógunem během války Genpei, ale byl zabit krátce poté Minamotem no Jošicunem.

### Šógunát Kamakura (1192–1333)
Počátkem 11. století začaly vnitřní politice Japonska dominovat feudální státy v čele s daimjóy ochraňovanými samuraji. Dvě z nejmocnějších rodin, Taira a Minamoto, bojovaly o získání vlády nad císařským dvorem. Klan Taira ho ovládl v letech 1160 až 1185, ale byl poražen klanem Minamoto v námořní bitvě mezi ostrovy Honšú, Šikoku a Kjúšú. Minamoto no Joritomo získal vládu od císaře a vytvořil feudální vládní systém s centrem v Kamakuře, jehož armáda samurajů převzala politickou moc, zatímco japonští císaři a aristokracie v Kjótu zůstali de jure pouze formálními vládci. V roce 1192 byl Joritomovi císařem udělen titul sei-i taišógun, politický systém se začal vyvíjet s dědičným šógunem v čele vlády a stal se známý jako šógunát. Šógunát Kamakura trval skoro 150 let, od roku 1192 do 1333.
Šógunát Kamakura převážně důvěřoval klanu Hódžó a jmenoval jeho členy regenty, kteří v rámci šógunátu získali velký vliv.
V roce 1274 a 1281, začala Mongolská říše invazi do Japonska a císař Go-Daigo se v roce 1331 pokusil neúspěšně obnovit císařskou vládu. Toto vše významně oslabilo šógunát a vedlo k jeho konečnému pádu.

### Restaurace Kenmu (1333–1336)
Konec šógunátu Kamakura přišel, když bylo v roce 1334 město Kamakura dobyto a regentství Hódžó zničeno. Bakufu zvyšovala svůj podíl na vládě v průběhu 12. století. V té době si dělaly nárok na císařský trůn císařské rodiny – starší linie Go-Saga a mladší linie Go-Daigo. Problém byl vyřešen zákrokem kamakurské bakufu, která přiměla obě rodové linie se na trůnu střídat. Toto platilo do roku 1331, kdy se linie Go-Daigo odmítla střídat s linií Go-Saga. Výsledkem bylo, že linie Go-Daigo odešla do exilu. Kolem roku 1334–1336 Takaudži Ašikaga pomohl linii Go-Daigo k návratu na trůn.
Nový císař zjistil, že boj proti bakufu mu přinesl příliš mnoho lidí, kteří si dělali nároky na omezené množství půdy. Takaudži Ašikaga se obrátil proti císaři, když nespokojenost s rozdělením půdy rychle narostla. V roce 1336 byl císař opět poslán do vyhnanství ve prospěch nového císaře.
Během restaurace Kenmu, po pádu kamakurského šógunátu v roce 1333, byl na krátkou dobu jmenován jiný šógun, princ Morinaga (také známý jako princ Morijoši), který byl synem císaře Go-Daigo. Byl mu udělen titul sei-i taišógun a přidělena starost o armádu. Ale princ Morijoši byl později uvězněn v domácím vězení a v roce 1335 zavražděn Tadajošim Ašikagou.

### Šógunát Ašikaga (1336–1573)

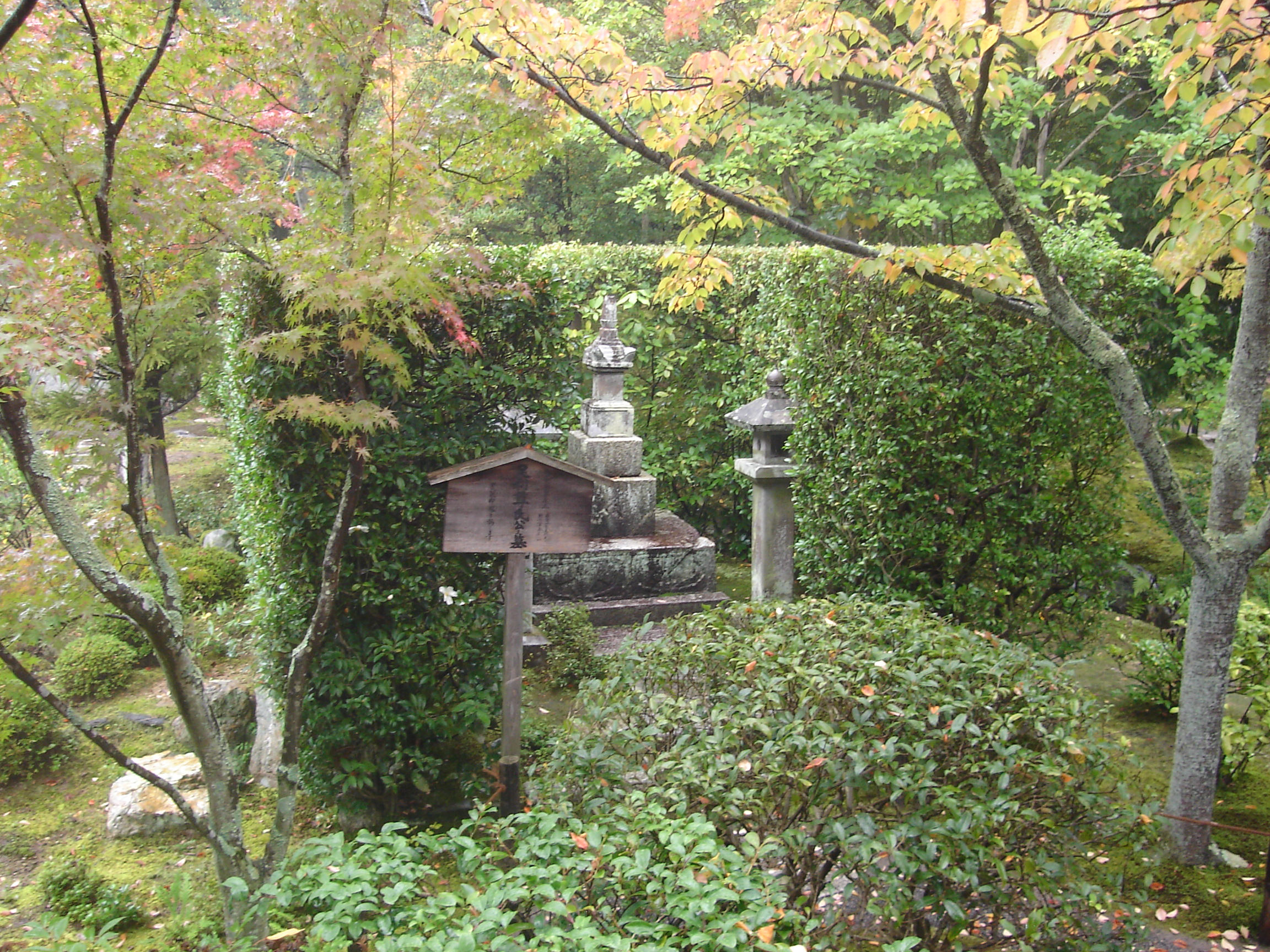
Hrob Takaudžiho Ašikagy

V roce 1338 byl Takaudžimu Ašikagovi, potomkovi rodu Minamoto, udělen titul sei-i taišógun a tím byl vytvořen šógunát Ašikaga, který trval až do roku 1573.

### Nobunaga Oda a Hidejoši Tojotomi
Dva pozoruhodně silní daimjóové období Sengoku, jmenovitě Nobunaga Oda a Hidejoši Tojotomi, nikdy nebyli jmenováni šógunem (sei-i taišógun) ve striktním smyslu tohoto slova. Ačkoli tito dva vojenští vůdci nebyli úspěšní v založení nové dynastie šógunů, byli u klíčových momentů v japonské historii. Jejich úspěch vydláždil cestu pro relativně klidnou éru Tokugawa. Nikdy se však nestali šóguny.
Nobunagovi byl titul nabídnut, ale zemřel dříve, než jej mohl přijmout. Hidejoši byl jmenován kampaku, což byla jedna z nejvyšších pozic v rámci civilní správy císařského dvora. Tradičně se udělovala pouze úzké skupině potomků rodu Fudžiwara a proto musel být Hidejoši nejprve adoptován, aby na ni měl nárok.

### Šógunát Tokugawa (1603–1868)

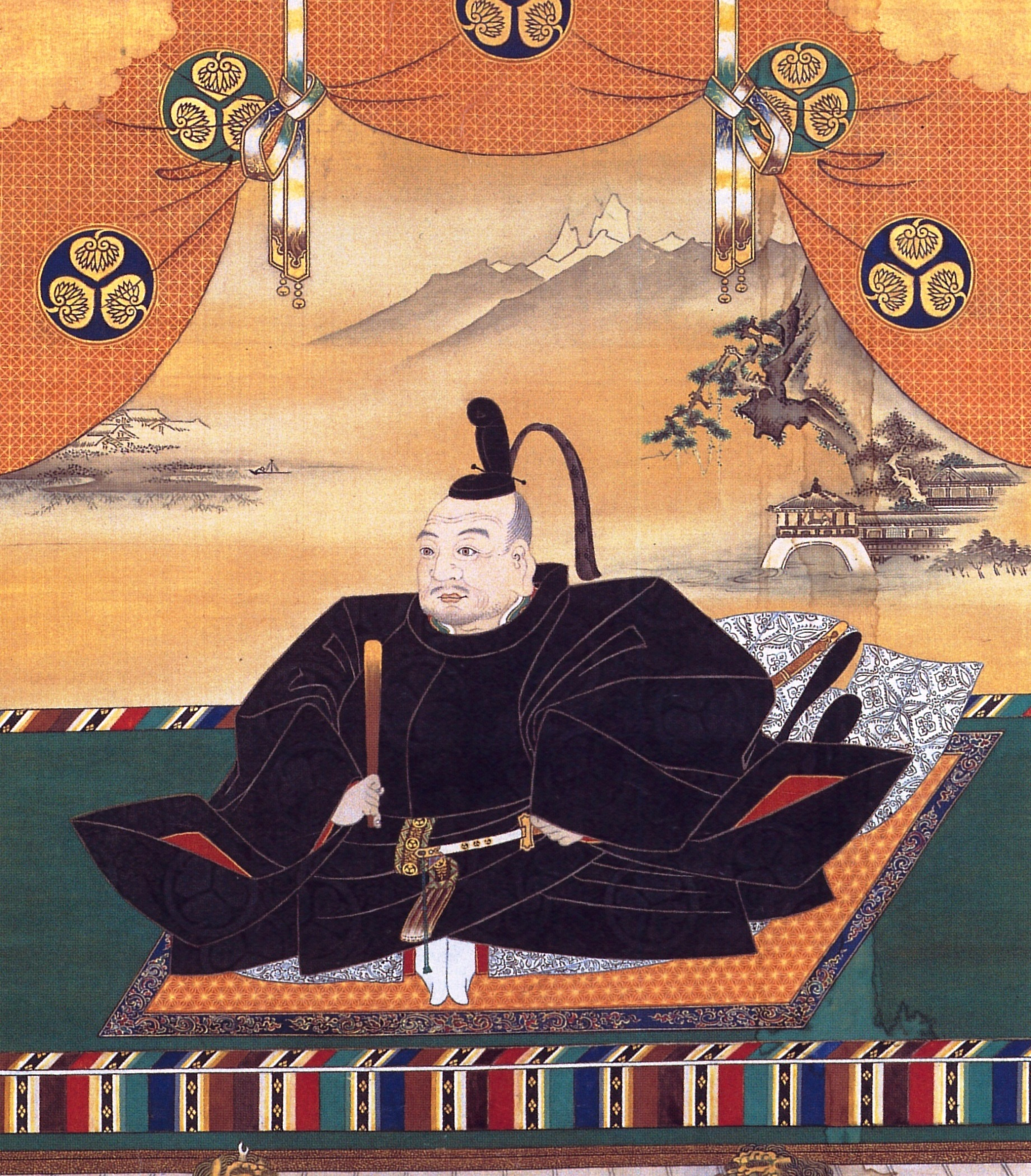
Iejasu Tokugawa

Následně Iejasu Tokugawa převzal moc a vytvořil vládu v Edu (současné Tokio) v roce 1600. Titul sei-i taišógun získal v roce 1603. Šógunát Tokugawa zanikl v roce 1868 po rezignaci Jošinobua Tokugawy na hodnost šógun a podáním abdikace císaři éry Meidži v roce 1867.
Během období Edo skutečná moc zůstala v rukou tokugawských šógunů a ne císaře sídlícího v Kjótu, ačkoli byl prezentován jako představitel této moci. Šógun řídil zahraniční politiku, armádu a feudály. Doboví spisovatelé psali o císařské dynastii jako o Sokoke (mrtvé dynastii). Role císaře byla přinejlepším ceremoniální, podobná jeho postavení v japonské monarchii po druhé světové válce.
Titul sei-i taišógun byl zrušen během reforem Meidži v roce 1868, během nichž byla skutečná moc „obnovena“ do rukou císaře a jeho pověřenců. Je však málo známým faktem, že během války Bošin Jošikuni Date, daimjó provincie Sendai, dostal titul od Jošihisy Kitaširakawy, císařského prince, který se prohlásil za císaře Tobu (Tobu-Tennó; 东 武天皇).

## Přehled šógunů a období jejich vlády

### Období Kamakura
| #  | Obrázek | Jméno                        | Život     | Období vlády | Císař                     | Šikken                                                                                                  |
| -- | ------- | ---------------------------- | --------- | ------------ | ------------------------- | --- |
| 1. |         | Joritomo Minamoto 源 頼朝    | 1147–1199 | 1192–1199    | Go-Toba                   | funkce neobsazena                                                                                       |
| 2. |         | Joriie Minamoto 源頼家       | 1182–1204 | 1202–1203    | Cučimikado                | funkce neobsazena                                                                                       |
| 3. |         | Sanetomo Minamoto 源 実朝    | 1192–1219 | 1203–1219    | Cučimikado Džuntoku       | Tokimasa Hódžó Jošitoki Hódžó                                                                           |
| 4. |         | Joricune Fudžiwara 藤原 頼経 | 1226–1244 | 1218–1256    | Go-Horikawa Šidžó Go-Saga | Jošitoki Hódžó Cunetoki Hódžó                                                                           |
| 5. |         | Joricugu Fudžiwara 藤原 頼嗣 | 1239–1256 | 1244–1252    | Go-Saga Go-Fukakusa       | Cunetoki Hódžó Tokijori Hódžó                                                                           |
| 6. |         | princ Munetaka 宗尊親王      | 1242–1274 | 1252–1266    | Go-Fukakusa Kamejama      | Tokijori Hódžó Nagatoki Hódžó Masamura Hódžó                                                            |
| 7. |         | princ Korejasu 惟康親王      | 1264–1326 | 1266–1289    | Kamejama Go-Uda Fušimi    | Masamura Hódžó Tokimune Hódžó Sadatoki Hódžó                                                            |
| 8. |         | princ Hisaaki 久明親王       | 1276–1328 | 1289–1308    | Fušimi Go-Fušimi Go-Nidžó | Sadatoki Hódžó Morotoki Hódžó                                                                           |
| 9. |         | princ Morikuni 守邦親王      | 1301–1333 | 1308–1333    | Hanazono Go-Daigo         | Morotoki Hódžó Munenobu Hódžó Hirotoki Hódžó Mototoki Hódžó Takatoki Hódžó Sadaaki Hódžó Moritoki Hódžó |

(počínaje 4. šógunem Joricunem byla funkce šóguna pouze nominální)

### Období Muromači
| #   | Obrázek | Jméno                       | Život     | Období vlády        | Císař                       | Poznámky |
| --- | ------- | --------------------------- | --------- | ------------------- | --------------------------- | --- |
| 1.  |         | Takaudži Ašikaga 足利 尊氏  | 1305–1358 | 1338–1357           | Go-Daigo Go-Murakami        | První šógun z rodu Ašikaga. |
| 2.  |         | Jošiakira Ašikaga 足利 義詮 | 1330–1367 | 1358–1367           | Go-Murakami                 | |
| 3.  |         | Jošimicu Ašikaga 足利 義満  | 1358–1408 | 1368–1394           | Čókei Go-Kamejama Go-Komacu | |
| 4.  |         | Jošimoči Ašikaga 足利 義持  | 1386–1428 | 1394–1423           | Go-Komacu Šókó              | |
| 5.  |         | Jošikazu Ašikaga 足利 義量  | 1407–1425 | 1423–1425           | Šókó                        | |
| 6.  |         | Jošinori Ašikaga 足利 義教  | 1394–1441 | 1428–1441           | Go-Hanazono                 | |
| 7.  |         | Jošikacu Ašikaga 足利 義勝  | 1434–1443 | 1441–1443           | Go-Hanazono                 | |
| 8.  |         | Jošimasa Ašikaga 足利 義政  | 1436–1490 | 1443–1474           | Go-Hanazono Go-Cučimikado   | |
| 9.  |         | Jošihisa Ašikaga 足利 義尚  | 1465–1489 | 1474–1489           | Go-Cučimikado               | |
| 10. |         | Jošitane Ašikaga 足利 義稙  | 1466–1523 | 1490–1493 1508–1521 | Go-Kašiwabara               | Jediný šógun v japonských děijnách, který zastával úřad dvakrát. Během své první vlády vládl pod jménem Jošiki Ašikaga (足利義材). |
| 11. |         | Jošizumi Ašikaga 足利 義澄  | 1481–1511 | 1495–1508           | Go-Kašiwabara               | |
| 12. |         | Jošiharu Ašikaga 足利 義晴  | 1511–1550 | 1521–1545           | Go-Kašiwabara Go-Nara       | |
| 13. |         | Jošiteru Ašikaga 足利 義輝  | 1536–1565 | 1545–1565           | Go-Nara Ógimači             | |
| 14. |         | Jošihide Ašikaga 足利 義栄  | 1538–1568 | 1564–1568           | Ógimači                     | |
| 15. |         | Jošiaki Ašikaga 足利 義昭   | 1537–1597 | 1568–1573           | Ógimači                     | Poslední šógun z rodu Ašikaga. |

### Období Edo
| #   | Obrázek | Jméno                       | Život     | Období vlády | Císář                                     | Poznámky                       |
| --- | ------- | --------------------------- | --------- | ------------ | ----------------------------------------- | ------------------------------ |
| 1.  |         | Iejasu Tokugawa 徳川 家康   | 1543–1616 | 1603–1605    | Go-Józei                                  | první šógun z rodu Tokugawa    |
| 2.  |         | Hidetada Tokugawa 徳川 秀忠 | 1579–1632 | 1605–1623    | Go-Józei Go-Mizunó                        |                                |
| 3.  |         | Iemicu Tokugawa 徳川 家光   | 1604–1651 | 1623–1651    | Go-Mizunó Meišó Go-Kómjó                  |                                |
| 4.  |         | Iecuna Tokugawa 徳川 家綱   | 1641–1680 | 1651–1680    | Go-Kómjó Go-Sai Reigen                    |                                |
| 5.  |         | Cunajoši Tokugawa 徳川 綱吉 | 1646–1709 | 1680–1709    | Reigen Higašijama                         |                                |
| 6.  |         | Ienobu Tokugawa 徳川 家宣   | 1662–1712 | 1709–1712    | Nakamikado                                |                                |
| 7.  |         | Iecugu Tokugawa 徳川 家継   | 1709–1716 | 1713–1716    | Nakamikado                                |                                |
| 8.  |         | Jošimune Tokugawa 徳川 吉宗 | 1684–1751 | 1716–1745    | Nakamikado Sakuramači                     |                                |
| 9.  |         | Iešige Tokugawa 徳川 家重   | 1712–1761 | 1745–1760    | Sakuramači Momozono                       |                                |
| 10. |         | Ieharu Tokugawa 徳川 家治   | 1737–1786 | 1760–1786    | Momozono Go-Sakuramači Go-Momozono Kókaku |                                |
| 11. |         | Ienari Tokugawa 徳川 家斉   | 1773–1841 | 1787–1837    | Kókaku Ninkó                              |                                |
| 12. |         | Iejoši Tokugawa 徳川 家慶   | 1793–1853 | 1837–1853    | Ninkó Kómei                               |                                |
| 13. |         | Iesada Tokugawa 徳川 家定   | 1824–1858 | 1853–1858    | Kómei                                     |                                |
| 14. |         | Iemoči Tokugawa 徳川 家茂   | 1846–1866 | 1858–1866    | Kómei                                     |                                |
| 15. |         | Jošinobu Tokugawa 徳川 慶喜 | 1837–1913 | 1866–1867    | Kómei Meidži                              | poslední šógun z rodu Tokugawa |